# Medaka japonská
Medaka japonská (Oryzias latipes) nazývaná také japonská rýžová ryba nebo rýžovka je drobná paprskoploutvá ryba z čeledi medakovití. Často se vyskytuje v rýžových polích, rodové jméno Oryzias je odvozené od rodového jména rýže, Oryza.

## Popis
Zbarvení v přírodě je hnědé až krémově bílé či nažloutlé, ale byly vyšlechtěny i okrasné formy různých barev a vzorů. Hřbetní ploutev má 6–7 měkkých paprsků, řitní ploutev má 15–21 měkkých paprsků. Dorůstají délky až 4 cm. V zajetí se dožívají dvou let a ve volné přírodě 3 až 4 roky.
V roce 1931 byla objevena a popsána u O. latipes, kromě běžného vnějšího oplození, také schopnost vnitřního oplození.

## Výskyt
Pochází z východoasijských zemí, především z Japonska, Koreji, Tchaj-wanu a Číny. Byla zavlečena do mnoha zemí jako je USA, Kuba, Kazachstán, Turkmenistán, Írán nebo Rusko.

## Taxonomie
Medaka byla v roce 1846 Coenraadem Jacobem Temminckem a Hermannem Schlegelem vědecky popsána jako Poecilia latipes. V roce 1866 byl tento druh Albertem Güntherem přiřazen k rodu Haplochelus a v roce 1901 Davidem Starrem Jordanem a Johnem O. Snyderem zařazen do rodu Aplocheilus. V roce 1906 Jordan a Snyder popsali rod Oryzias jako samostatný taxon, který se od Aplocheilus liší chybějícími zuby na radličné kosti. Původně panoval názor, že O. latipes je rozšířena na velké části východní a pevninské jihovýchodní Asie, ale v posledních desetiletích byla na základě morfologických a genetických důkazů většina těchto populací oddělena jako samostatné druhy. To zužuje původní rozsah O. latipes na Japonsko: východní a jižní Honšú, Šikoku, Kjúšú a menší jižní ostrovy v zemi. Dříve byly do tohoto druhu zahrnuty O. sakaizumii v severozápadní Honšú v Japonsku (lokálně hybridizující s O. latipes ) a O. sinensis (medaka čínská) z velké části Číny. Tyto dva druhy jsou dnes již považovány za samostatné.

### Původ jižní a severní japonské populace
Fylogenetická analýza ukazuje, že jižní japonská populace (Minami-medaka) je odvozena z populace severní oblasti Kjúšú a rozšířila se na Honšú. Na druhé straně severní populace (Kitano-medaka) byla odvozena od populace z oblasti Tajima – Tango. 
Je známo, že O. latipes má devět dílčích populací: typ východního Japonska, typ východního Setouchi, typ západního Setouchi, typ San'in, typ severního Kyushu, typ Osumi, typ Ariake, typ Satsuma a typ Ryukyu. Tyto subpopulace byly navzájem smíchány kvůli únikům ze zajetí a umělému vypouštění v důsledku poklesu místní genetické diverzity.

## Prostředí
Medaka je bentopelagická ryba žijící v subtropických sladkých i brakických vodách. Medaka přežívá v širokém rozmezí teplot vody (3–42 °C) dle ročního období, přičemž obecně dává přednost teplotě vody 15–28 °C. Dospělí se vyskytují v rybnících, močálech a bažinách, rýžových polích a malých tocích plání. Dávají přednost pomalým proudům. Obývají hlavně vody nížin a brakické vody, ale také je známo, že obývají přílivové nádrže pobřeží některých regionů v Japonsku a Koreji. O. latipes je primárně sladkovodní druh. Moře bývá u tohoto druhu využíváno zpravidla pouze při migraci do nových sladkovodních stanovišť, přičemž ve slané vodě je omezena schopnost oplození jiker. Snáší široký rozsah slanosti i teplot. Pro umělý akvakulturní chov může být v některých případech zředěná mořská voda lepší než sladká voda a doporučuje se použití vyváženého solného roztoku, pokud se ukáže, že voda z vodovodu je nevhodná. Její chov v akváriu je snadný.

## Potrava
Medaka je všežravá. Ve volné přírodě se živí například brouky, larvami komárů nebo žábronožkami, v akváriích se jim dává umělé suché krmivo jako jsou granule, vločky nebo prášek. Ochotně přijímají živé krmení, zejména larvy komárů a pakomárů. Larvám medaky se podávají trepky nebo žábronožky.

## Rozmnožování
Medaka se stává pohlavně dospělou ve věku kolem 2–3 měsíců. Pokud jsou ryby dobře krmeny, dospívají dříve. Denní tření může být vyvoláno po celý rok za vhodných podmínek po dobu až 3 měsíců. Proto, aby se třely denně, by měla být fotoperioda udržována na 14 hodin světla s vysokou intenzitou (více než 150 luxů) a 10 hodin tmy. I slepé medaky by mohly plodit za vhodných podmínek. Optimální teplota vody pro rozmnožování je 26–28 °C. Medaka se vůbec nerozmnožuje při teplotách pod 10 °C.
Počet jiker závisí na velikosti těla, zdraví a nutričních podmínkách samice, ale obvykle samice plodí 20–40 vajec denně. Udržování dospělých ryb při příliš vysoké hustotě zabraňuje jejich tření. Pokud je v nádrži chován více než jeden samec, pak se navzájem ruší při páření, což má za následek snížení úspěšnosti oplození. I poté, co ryby dosáhly dospělosti, se někdy nepáří kvůli tomu, že si „nesedly“ se svým protějškem. V takovém případě je vhodné partnery vyměnit, aby se vyvolalo tření.
Samec zpočátku těsně následuje samici, a pokud samice neunikne, samec k ní připlave šikmo dolů a pak se na několik sekund zastaví. Samec následně rychle plave v kruhovém vzoru před samicí. Samec pak drží samici v hřbetních a análních ploutvích a přibližuje se svou kloakou ke kloace samice a po krátkém klesání ve vodě nastává oplození vajíček. Jikry se slepují přes chlupaté filamenty a na několik hodin se připojují k břichu samice, poté klesnou ke dnu.

## Význam
Je využívána pro biologickou kontrolu komárů a jako okrasná a akvarijní ryba.

### Sociální význam vJaponsku a akvaristika
Medaka byla po staletí chována jako okrasná ryba v Japonsku. Medaky jsou tradičně celoročně chovány v keramických a kamenných mísách, kde se musí vyrovnat s vysokými letními teplotami i zimním zamrznutím hladiny takových nádob. V posledních letech si medaka získává další popularitu i jinde ve světě, některá vzácnější plemena mají hodnotu přes 1 milion jenů (více než 200 000 Kč) – ačkoli nejběžnější variety (jako himedaka) lze zakoupit za přibližně 50 jenů na rybu. V současné době je zdokumentováno a chováno asi 456 komerčních kmenů. Medaka není chována pouze pro okrasu, ale je také využívána ve vzdělávání; Třídy japonských základních škol často medaky rozmnožují, aby studentům poskytly zkušenosti s péčí o živé organismy z první ruky a aby podpořily širší uznání životních cyklů zvířat. Medaky jsou vhodné k výzkumu díky krátkým generačním dobám a své přizpůsobivosti, díky průhledným vajíčkům jsou ideální pro pozorování.

### Vědecký a lékařský výzkum
Pro svou drobnou velikost, snadný chov v akváriu a vysokou plodnost se medaka japonská také stala významným modelovým organismem v genetice, embryologii a toxikologii. Jako u mnoha jiných druhů akvarijních ryb, existují také transgenní formy, které jsou v EU zakázány. Roku 1994 byly medaky japonské raketoplánem Columbia (STS-65) vyneseny na oběžnou dráhu a staly se prvními obratlovci rozmnožujícími se na oběžné dráze a v prostředí mikrogravitace.